# Экономическая дисфункция
Дисфункция экономической системы и её элементов — это показатель нарушений в процессе и, как следствие, результате оптимального — или, по крайней мере, нормального — функционирования системы, имеющего целью её устойчивое развитие.
Применительно к элементу экономической системы дисфункция является индикатором несоответствия результирующих параметров данного элемента общим требованиям оптимального функционирования системы.